# Eduar Zea
Eduar Stihivinson Zea Chávez (Quibdó, 19 gennaio 1990) è un ex calciatore colombiano, di ruolo difensore.